# كأس دوري كرة القدم الإنجليزية 2016–17
كأس دوري كرة القدم الإنجليزية 2016–17 (بالإنجليزية: 2016–17 EFL Trophy)‏ هو الموسم 33 من كأس دوري كرة القدم الإنجليزية. أشرف على تنظيمه دوري كرة القدم الإنجليزي، وكان عدد الأندية المشاركة فيه 64، وفاز فيه كوفنتري سيتي.